# Bùi Thị Xuân
Bùi Thị Xuân (en vietnamita 裴氏春, fallecida en 1802) fue una general vietnamita durante la Rebelión de Tây Sơn.

## Biografía
La general Xuân nació en el distrito de Bình Khê (actual distrito de Tây Sơn), en la provincia de Bình Định. Se dice que aprendió artes marciales de niña, y tenía fama de ser una mujer fuerte. La leyenda cuenta que una vez rescató de un tigre a Trần Quang Diệu, que más tarde se convertiría en su marido. Ella y Trần Quang Diệu se unieron pronto a la Rebelión de Tây Sơn y ganaron muchas batallas. Ayudó al ejército de Tây Sơn a entrenar elefantes, que participaron en muchas batallas. Llegó a ser conocida como una de las cinco mujeres principales de la dinastía Tây Sơn.
Cuando Phú Xuân (Huế) cayó en manos de Nguyễn Ánh, siguió al rey Cảnh Thịnh a Nghệ An, comandó 5000 tropas y luchó contra las fuerzas de Nguyễn en Trấn Ninh (Provincia de Quảng Bình). En el segundo mes de 1802, las fuerzas de Nguyễn salieron victoriosas. Se unió a su marido en Nghệ An y fueron capturados juntos por las fuerzas de Nguyễn. Ambos fueron ejecutados; su marido fue decapitado o desollado, mientras que ella y su hija adolescente fueron aplastadas hasta la muerte por un elefante. Su corazón e hígado fueron consumidos por los enemigos, siguiendo una antigua costumbre para tomar su fuerza y valor. En la actualidad, se la celebra como una heroína vietnamita. Muchas ciudades importantes tienen escuelas y calles con su nombre.